# Rebenstorf

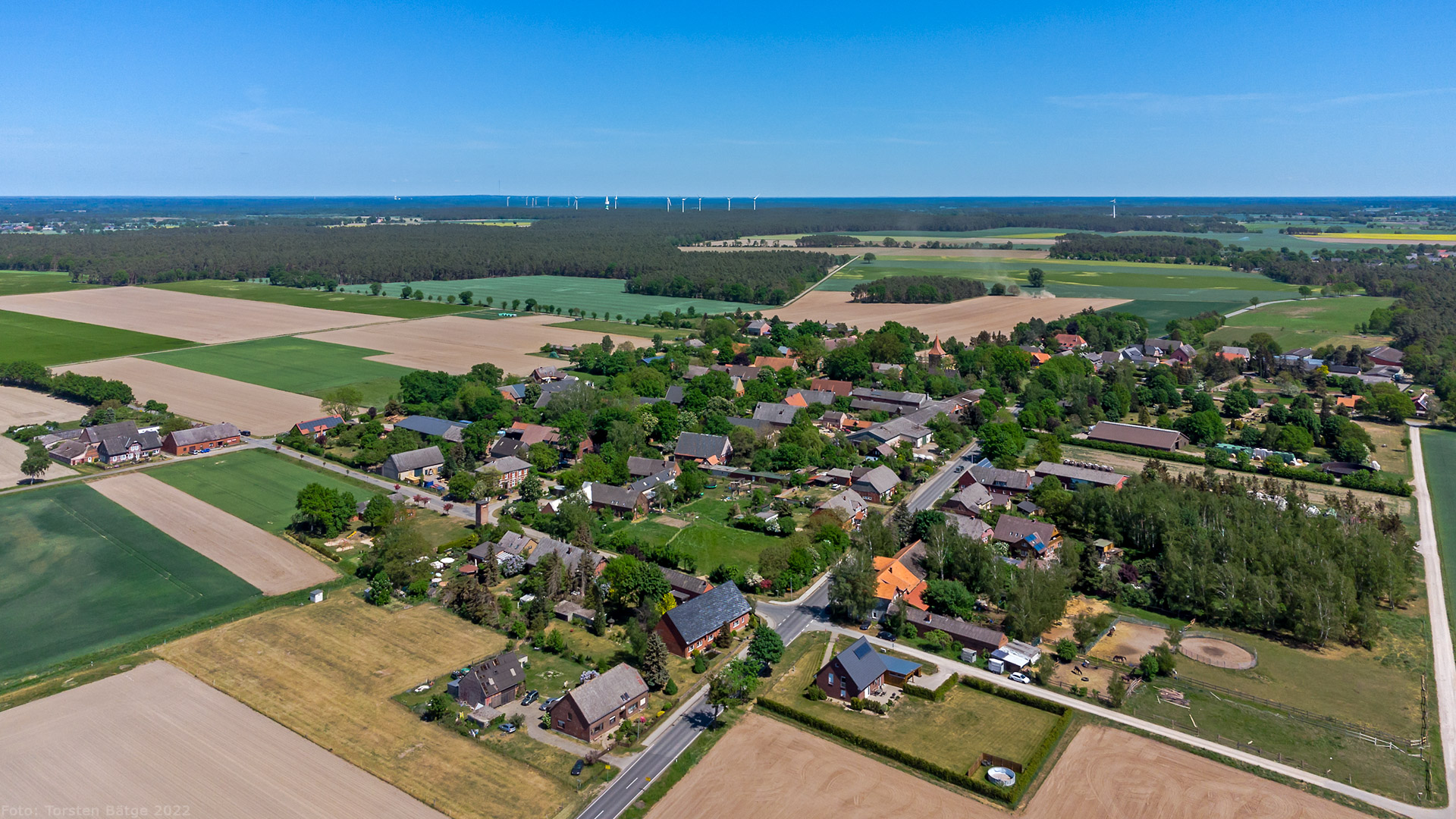
Le quartier de Rebenstorf dans la commune de Lübbow

Rebenstorf est un quartier de la commune de Lübbow, dans le Land de Basse-Saxe.

## Géographie
Le village se situe à 1,5 km du centre de Lübbow, relié par la Landesstraße L 260.

## Histoire
Après un incendie total en 1834, on reconstruit le village en Reihendorf avec des maisons à baldaquin.
Le 1er juillet 1972, Rebenstorf est incorporé à Lübbow.

## Source, notes et références
- (de) Cet article est partiellement ou en totalité issu de l’article de Wikipédia en allemand intitulé « Rebenstorf » (voir la liste des auteurs).

1. ↑  (de) Hagen Jung, « Rebenstorf: Schulbus verunglückt - Fahrer tot », sur wendland-net.de, 2014 (consulté le 5 août 2022)
2. ↑  (de) Statistisches Bundesamt, Historisches Gemeindeverzeichnis für die Bundesrepublik Deutschland. Namens-, Grenz- und Schlüsselnummernänderungen bei Gemeinden, Kreisen und Regierungsbezirken vom 27.5.1970 bis 31.12.1982, 1983 (ISBN 3-17-003263-1)